# Карабанов, Павел Фёдорович
Па́вел Фёдорович Караба́нов (25 октября 1767 — 30 мая 1851, Москва) — крупный знаток русской истории и древностей, специалист в области просопографии, собиратель материалов «Российской родословной книги».

## Биография
Сын тверского вице-губернатора Фёдора Леонтьевича Карабанова (1738—1813), который в 1785—1794 годах исправлял должность тверского губернского предводителя дворянства, от брака с Настасьей Григорьевной (1753—1791), троюродной сестрой князя Потёмкина-Таврического, который вырос в доме её отца Г. М. Кисловского.
Павел Карабанов служил в Преображенском полку, в 1789 году был произведён в первый офицерский чин, а через год вышел в отставку с производством в премьер-майоры. Жил зимой в Москве, а летом — в кашинском имении. Женился на княжне Варваре Ивановне Гагариной (1779—1834). Это позволило ему вращаться в кругу представителей высшего света. Будучи добросовестным, трудолюбивым и любознательным, Павел Фёдорович старательно записывал рассказы, услышанные им о очевидцев и участников различных придворных и политических событий. Позднее из этих рассказов было составлено интересное собрание исторических рассказов и анекдотов, опубликованное в «Русской старине» в 1871 и 1872 годах.
Более 50 лет жизни, начиная с 1792 года, Павел Карабанов посвятил собиранию разнообразных древностей, моделей, монет, гравюр и рукописей. В его коллекции было более 3000 гравированных и прочих портретов исторических деятелей, эстампы, коллекция монет и медалей, собрание старинной русской утвари, образов, крестов, посуды, часов, картин, книг, рисунков и так далее.

«Калита, давшая прозвание великому князю Московскому, Иоанну I, есть слово татарское, значащее „сума“, „кошелёк на поясе“; оно встречается в духовных грамотах великих князей. Калита Иоанна IV устроена из красной камки с серебряными вызолоченными бляшками. Сходный с ней кошелёк находится в собрании древностей у П. Ф. Карабанова. По-видимому, набожный царь оставил эту калиту на память в любимой им Псково-Печерской обители, которой не мог взять Стефан Баторий и которая многократно и доблестно выдерживала сильные нападения и осады лифляндских рыцарей».— Ф. Г. Солнцев
Важнейшие предметы этого музея древностей были описаны Г. Д. Филимоновым. По завещанию Карабанова коллекция отошла в распоряжение императора Николая I, после чего была распределена по различным правительственным учреждениям. Большая часть рукописей в 1852 году попала в Императорскую публичную библиотеку, а меньшая в московский архив Министерства юстиции, собрание портретов перешло в Эрмитаж, а древних вещей — в Оружейную палату.

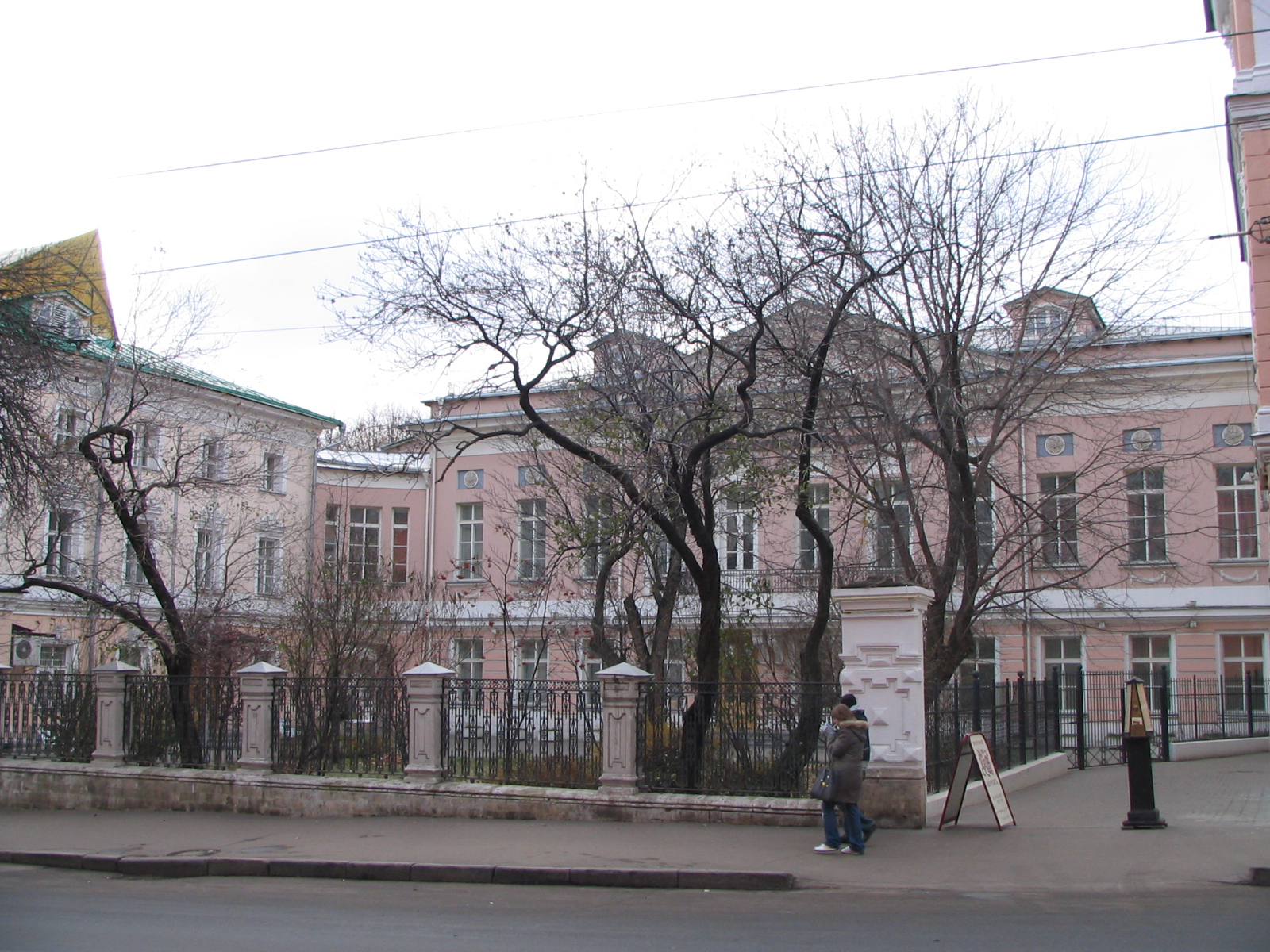
Дом Карабанова на Петровке, 23

Некоторые труды П. Ф. Карабанова были напечатаны после его смерти П. В. Долгоруковым и А. Б. Лобановым-Ростовским, которые использовали накопленные им просопографические материалы для составления «Российской родословной книги». Могила Павла Фёдоровича находится под Покровским собором Новоспасского монастыря.

## Избранные труды[4]
- Карабанов П. Ф. Гофмейстерины, статс-дамы и фрейлины русского двора XVIII и XIX в. : Списки / [Доп. и примеч.: А. Б. Лобанов-Ростовский]. — СПб.: тип. В. С. Балашева, 1872. — 128 с. — (Отт. из журн. «Русская старина»).
- Карабанов П. Ф. Исторические рассказы и анекдоты, записанные П. Ф. Карабановым / Примеч.: А. Б. Лобанов-Ростовский. — СПб.: тип. В. С. Балашева, 1872. — 56 с. — (Отт. из журн. «Русская старина»). || Карабанов П. Ф. Исторические рассказы и анекдоты, записанные со слов именитых людей. — М.: ЯникО, 1994. — 62 с. — ISBN 5-88369-015-8.
- Карабанов П. Ф. Списки замечательных лиц русских / [Доп.: П. В. Долгоруков]. — М.: Унив. тип., 1860. — 112 с. — (Из 1-й кн. «Чтений в О-ве истории и древностей рос. при Моск. ун-те. 1860»).